# Museum für japanische Schwertkunst

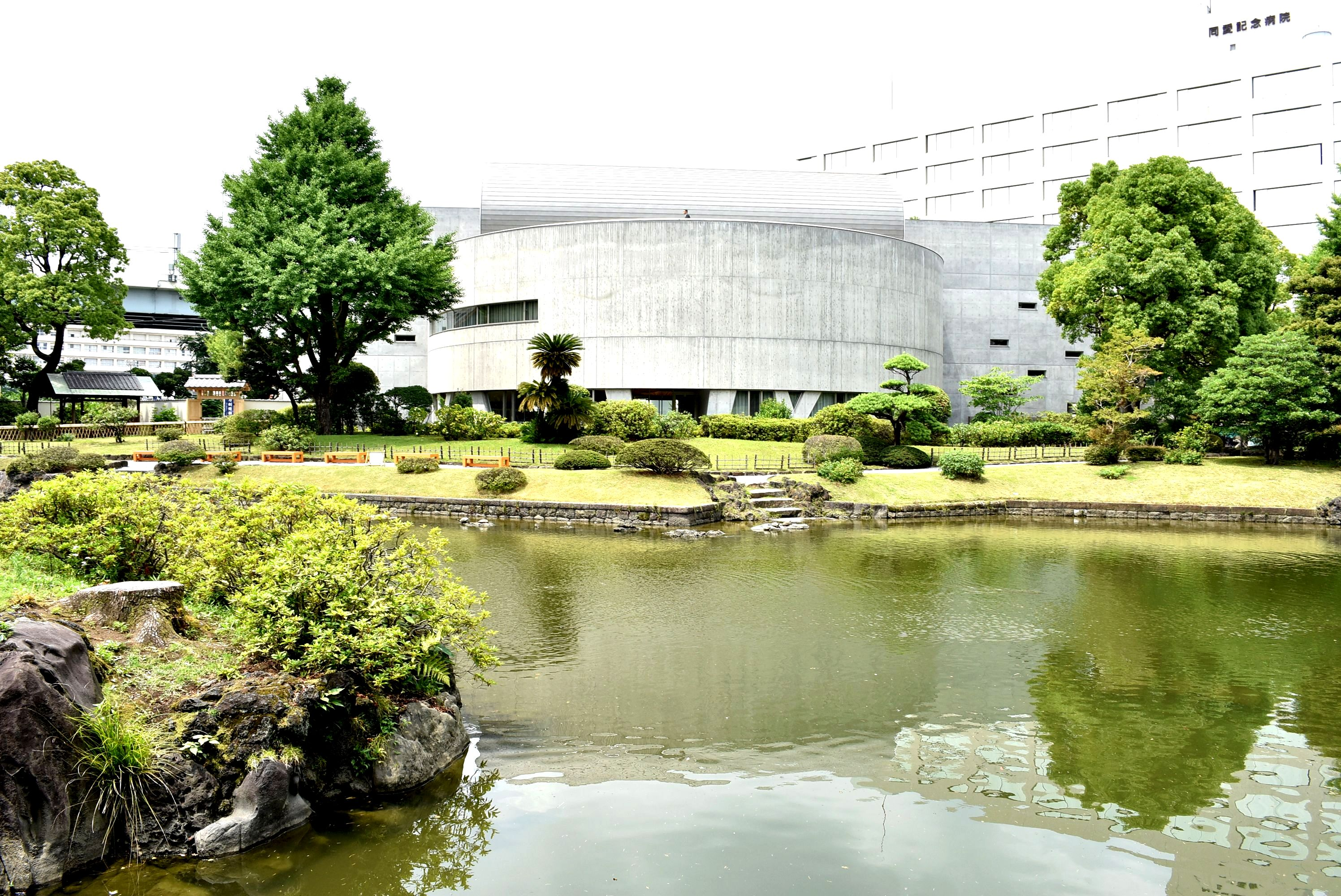
Das Schwertmuseum heute

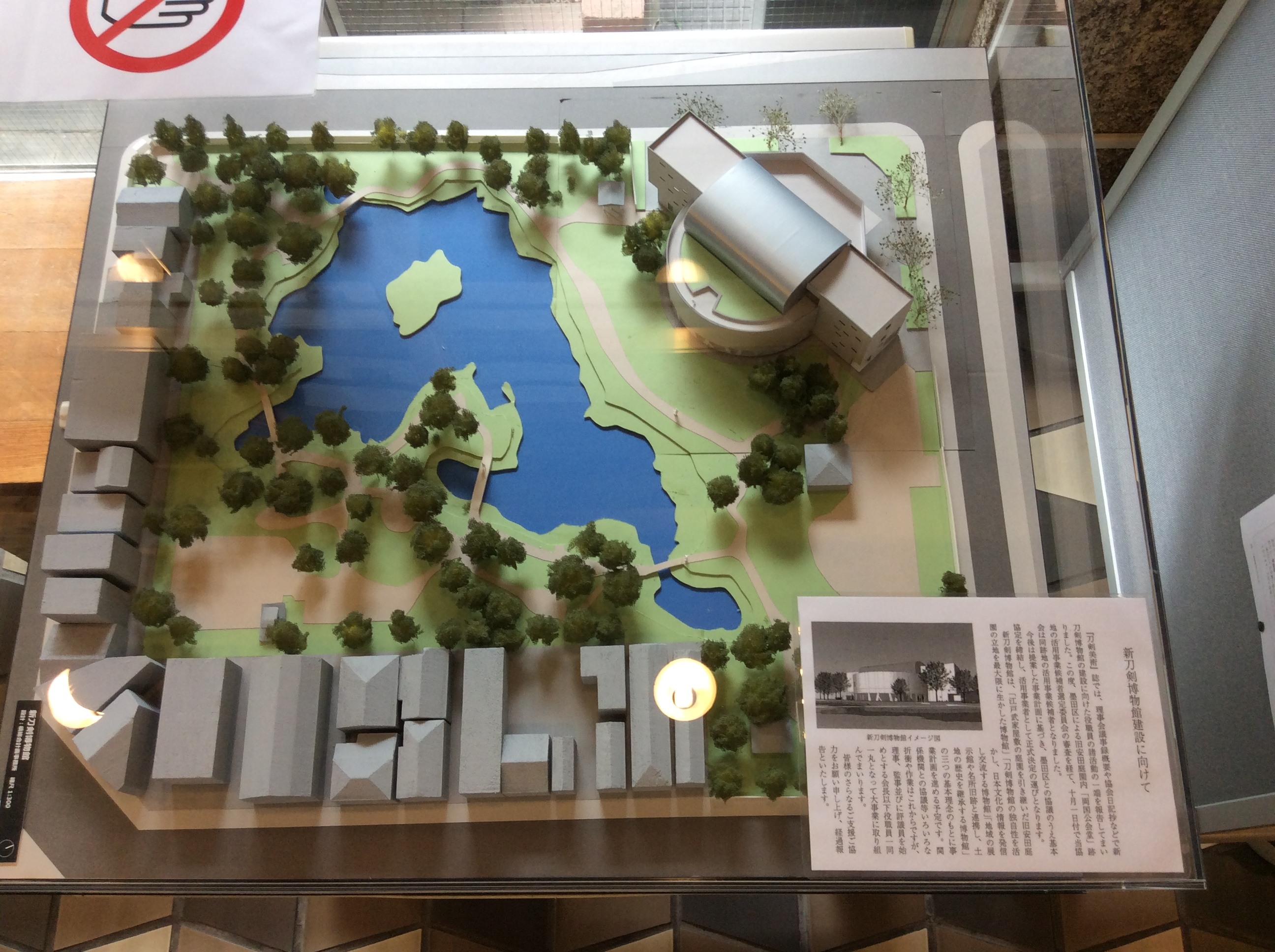
Das Museum, Übersicht

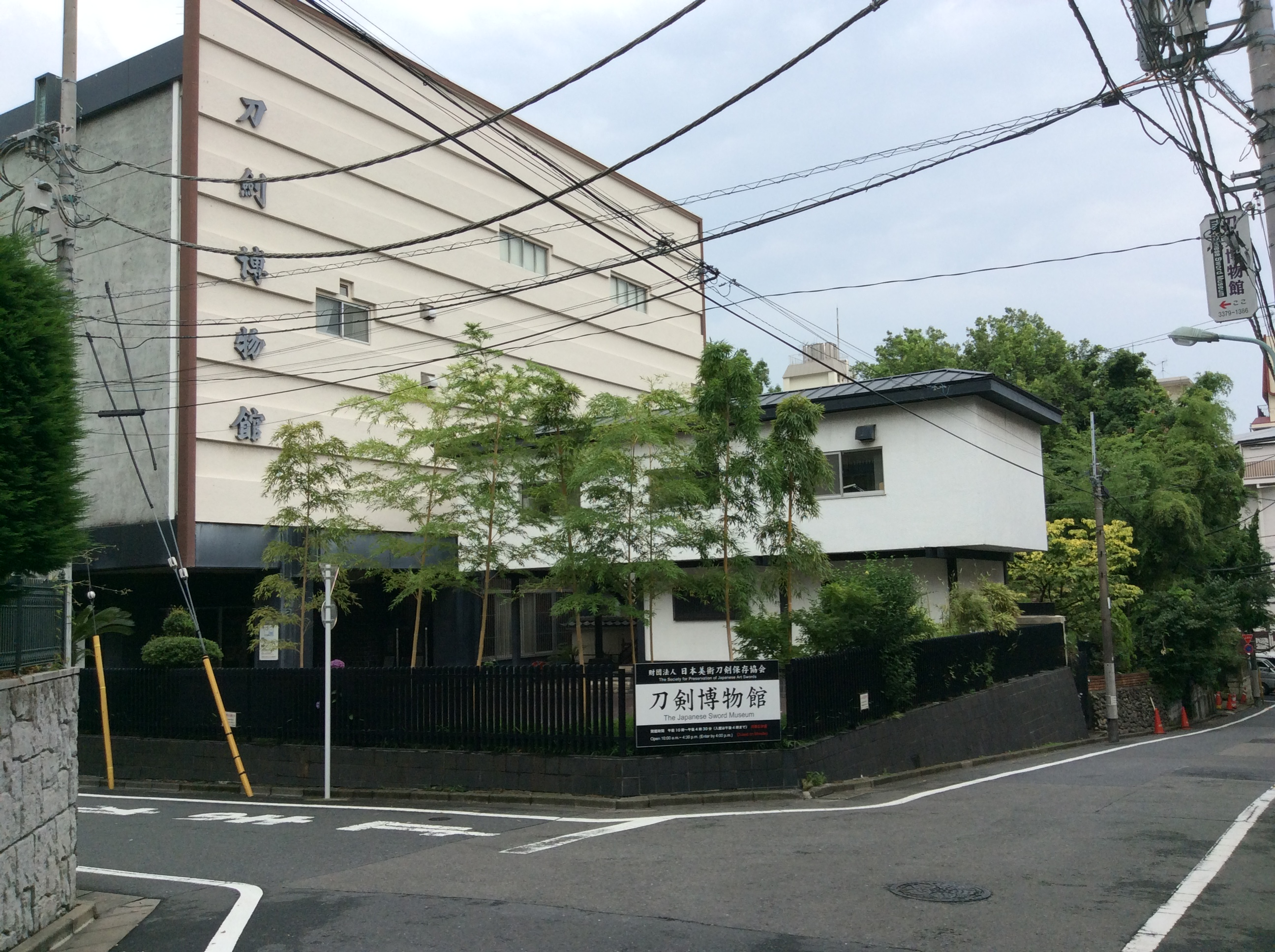
Das alte Museum

Das private Museum für japanische Schwertkunst (japanisch 刀剣博物館, Tōken hakubutsukan) im Bezirk Sumida in Tokio ist ein kleines Museum, das der Kunst der japanischen Schwertherstellung gewidmet ist. Es bewahrt und zeigt Schwerter und wird von der Gesellschaft „Nihon Bijutsu Tōken Hozon Kyōkai“ (日本美術刀剣保存協会) – NBTHK –  betrieben. Die Geschäftsstelle des Vereins befindet sich im Museumsgebäude.

## Übersicht
Das Museum für japanische Schwertkunst ist eines der wenigen Museen in Japan, das sich auf japanische Schwerter spezialisiert hat. Von Schwertbegeisterten gespendete Werke werden mit der Aufbewahrung und Verwaltung betraut. Das alte Japanische Schwertmuseum in Yoyogi 4-chome, Shibuya-ku, wurde Ende März 2017 geschlossen und das neue Japanische Schwertmuseum wurde im Januar 2018 eröffnet.

## Sammlung
Das Museum verfügt über eine Sammlung von etwa 190 Objekte, vor allem Schwerter (hauptsächlich Katana), aber auch Beschläge (刀装具, Tōsōgu), Rüstungen (Yoroi) sowie über Dokumente zur Metallbearbeitung und Metallbearbeitungsmaterialien. Drei der Schwerter gelten als Nationalschätze Japans, sieben als Wichtige Kulturgüter. Dazu kommt noch ein „Wichtiges Kunstobjekt“.
Gesammelt werden Werke jedes Zeitalters und jeder Schule, wobei der Schwerpunkt auf alten Meisterwerken der Heian-, Kamakura- und der Zeit der Nord- und Südhöfe liegt.

## Nationalschätze
- Langschwert, signiert „Yanji“
  - Kamakura-Zeit, Künstler: Yanji. Abmessungen Klingenlänge 73,3 cm, Krümmung 2,9 cm, Basisbreite 2,8 cm, Spitzenbreite 1,8 cm, Spitzenlänge 2,6 cm, Stiellänge 15,4 cm. Als Nationalschatz ausgewiesen: 31. März 1953.
- Langschwert, signiert „Kuniyuki“
  - Mitte der Kamakura-Zeit, Künstler: Kuniyuki. Abmessungen Klingenlänge: 75,8 cm, Krümmung 3 cm, Basisbreite 2,8 cm, Spitzenbreite 1,8 cm, Spitzenlänge 2,6 cm, Stiellänge 16,3 cm. Als Nationalschatz ausgewiesen: 31. März 1953.
- Langschwert, signiert „Kuniyuki“ (Toma)
  - Späte Kamakura-Zeit, Abmessungen: Klingenlänge 69,7 cm, Krümmung 1,5 cm, Basisbreite 2,8 cm, Spitzenbreite 1,9 cm, Stiellänge 17,6 cm. Ausgewiesen als Nationalschatz: 1954